# Chiu Keng Wan Shan
Chiu Keng Wan Shan (kinesiska: 照鏡環山, 照镜环山) är en kulle i Hongkong (Kina). Den ligger i den centrala delen av Hongkong. Toppen på Chiu Keng Wan Shan är 125 meter över havet.
Terrängen runt Chiu Keng Wan Shan är huvudsakligen kuperad, men åt nordost är den platt. Havet är nära Chiu Keng Wan Shan österut.  Centrala Hongkong ligger 9,2 km väster om Chiu Keng Wan Shan. I omgivningarna runt Chiu Keng Wan Shan växer i huvudsak städsegrön lövskog.